# Petubasti I
Petubasti I (... – 793 a.C.) è stato un faraone della XXIII dinastia egizia.

## Biografia
Sugli eventi che caratterizzarono il regno di Petubasti (una delle molteplici grecizzazioni di Padibastet) sappiamo molto poco. Anche la durata del suo regno è incerta: Sesto Africano, citandolo come Petubastes, gli assegna un regno di 40 anni mentre Eusebio di Cesarea, che lo chiama Petubates, li riduce a 25; i ritrovamenti archeologici attestano come data più alta il 23º anno di regno. Le attuali cronologie gli attribuiscono da 25 a 30 anni a seconda della collocazione di altri sovrani nella linea di successione. Alcuni studiosi, tra cui David Aston lo collocano nella XXII dinastia tra Iuput I e Takelot I.
Petubastis, già principe di Leontopolis, vassallo di Sheshonq III, e forse anche suo fratello, nell'anno 8 di regno di quest'ultimo si attribuì i titoli della regalità dando vita a quella conosciuta come XXIII dinastia, che regnerà parallela alla preesistente XXII.

L'azione di Petubasti I fu riconosciuta e convalidata dall'Oracolo di Amon del tempio di Karnak; probabilmente si trattò di uno scambio di favori dato che Horsaset (II), all'epoca Primo Profeta di Amon ottenne dal nuovo sovrano il diritto di iscrivere il suo nome nel cartiglio, simbolo di regalità.

I rapporti con la XXII dinastia furono, nel complesso, probabilmente buoni anche tenendo presente che tutti i sovrani delle due dinastie erano imparentati tra loro.
A Petubasti I avrebbe dovuto succedere il figlio Iuput I, che venne nominato coreggente nel 15º anno di regno del padre ottenendo il diritto di inscrivere il proprio nome nei cartigli; Iuput non governò però mai in modo autonomo in quanto morì poco prima del padre.

La successione di Petubasti I è resa incerta dalla difficile collocazione di Sheshonq VI, un sovrano la cui esistenza è attestata solamente da una annotazione sul nilometro di Karnak.

## Titolatura
| G5 |

| G5 |

|       |
| \| \| |
|       |
|       |

|  |

|       |
| \| \| |
|       |
|       |

|  |

| G16 |

| G16 |

|  |

| G8 |

| G8 |

|  |

| M23 · X1 | L2 · X1 |

| M23 · X1 | L2 · X1 |

| N5 | F12 | C10 | i | mn · n | U21 · n |

| N5 | F12 | C10 | i | mn · n | U21 · n |

| N5 | F12 | C10 | i | mn · n | U21 · n |

| N5 | F12 | C10 | i | mn · n | U21 · n |

| N5 | F12 | C10 | i | mn · n | U21 · n |

| N5 | F12 | C10 | i | mn · n | U21 · n |

| N5 | F12 | C10 | i | mn · n | U21 · n |

| N5 | F12 | C10 | i | mn · n | U21 · n |

| G39 | N5 |

| G39 | N5 |

| i | mn · n · N36 | G40 | X8 | W1 | t · t |

| i | mn · n · N36 | G40 | X8 | W1 | t · t |

| i | mn · n · N36 | G40 | X8 | W1 | t · t |

| i | mn · n · N36 | G40 | X8 | W1 | t · t |

| i | mn · n · N36 | G40 | X8 | W1 | t · t |

| i | mn · n · N36 | G40 | X8 | W1 | t · t |

| i | mn · n · N36 | G40 | X8 | W1 | t · t |

| i | mn · n · N36 | G40 | X8 | W1 | t · t |